# حمام الجسر (بغداد)
حمّام الجسر من حمامات بغداد العامة القديمة وكان يديره ويملكه آل حمامجي، ويقع بجانب الكرخ من بغداد في محلة رأس الجسر ، وقريباً من الجسر فنسب إليه. جاءت الإشارة إليه في وقفية طه عبد الرزاق بن محمد الشواف على مسجد بنات الحسن في رأس الجسر، والمؤرخة في 10رجب 1300ه‍.ويعتبر واحداً من أكبر الحمامات البغدادية التراثية الشهيرة، وهو اوسع من حمام شامي ويقع على ساحة الجسر العتيق ( كان يسمى جسر المأمون ولاحقاً أطلق عليه جسر الشهداء )، وتلتصق مع هذا الحمام مجموعة من الدكاكين تمتد حتى باتجاه نهر دجلة وحتى جامع بنات الحسن. ولهذا الحمام نفس مواصفات حمام الشامي وبنفس طرازه. وقد هدم هذا الحمام ومسجد بنات الحسن والدكاكين واصبحت ساحة كبيرة تقع أمام التقاعد العامة، ثم مرآب للسيارات يعود لعجلات مديرية التقاعد العامة وهي في منطقة الشواكة، بالكرخ حالياً.